# Hoxton Station
Hoxton Station ligger i Hoxton-distrikt i bydellen Hackney. Stationen er beliggende på Kingsland Viaduct og betjenes af London Overground-tog på den forlængede East London Line, under kontrol af Transport for Londons London Rail-afdeling. Stationen ligger ved Geffrye Museums bagside og er på Geffrye Street nær Dunloe Street og Cremer Street. Den ligger i takstzone 1 og 2.
Stationen blev officielt åbnet for offentligheden den 27. april 2010, først med tog i hverdagene mellem Dalston Junction og New Cross eller New Cross Gate. Den 23. maj 2010 blev togene forlænget fra New Cross Gate til West Croydon eller Crystal Palace.

## Historie
Hoxton Station blev først udpeget som ny London Underground-station i et forslag fra 1993 om forlængelse af banen fra Whitechapel til Dalston Junction, hvilket indebar anlægget af nye stationer ved Bishopsgate (senere åbnet som Shoreditch High Street), Hoxton og Haggerston, og modtog opbakning fra i en offentlig høring i 1994. Det var planlagt at anlægget af forlængelsen og selve stationen ville begynde i 1996 og være fuldendt i 1998. Projektet blev endeligt godkendt af regeringen i 1996, men manglende finansiering forsinkede projektet i 1997.
Stationen er i øjeblikket den eneste fuldstændigt nye station, der er bygget langs ruten for North London Lines tidligere Broad Street-gren i East London Line-projektet, selvom den er beliggende på sporene der fører til det tidligere Shoreditch (Dunloe Street) Depot, der blev lukket i 1968.

## Layout
Hoxton Station er en normal to-sporsstation med perroner beliggende på Kingsland Viaduct. Perronerne kan håndtere tog på op til fire vogne. Billetkontoret og indgangsforhallen er beliggende under viadukten og adgang til hver perron foregår med en elevator og trapper. Der er desuden også ramper til cykler og kørestole. 

## Betjeninger
Alle nedenstående tider er fra køreplanen fra december 2010.

### London Overground

#### East London Line
Mandag-lørdag er der et tog hvert 5.-10. minut gennem hele dagen, mens der søndag før kl. 13:00 er et tog hvert 5.-9. minut, efterfulgt af tog hvert 7.-8. minut resten af dagen. Det nuværende betjeningsmønster udenfor myldretiden er:
- 8 nordgående tog pr. time til Highbury & Islington
- 4 nordgående tog pr. time til Dalston Junction
- 4 sydgående tog pr. time til West Croydon
- 4 sydgående tog pr. time til Crystal Palace
- 4 sydgående tog pr. time til New Cross

Fra 2012 vil yderligere 4 tog pr. time køre til Clapham Junction via Peckham Rye på den nye Clapham Junction-forlængelse, der åbner i maj 2012.

## Galleri
- Vestlige indgang.
- Sydgående perron, set mod nord.
- Sydgående perron, set mod syd.
- Tog 378144 på Hoxton.
- Overground-tog på Hoxton Station.

### Anlægsgalleri
- Nordvestlige indgang, august 2009
- Sydvestlige indgang, august 2009
- Østlige indgang, april 2010